# 岡本保之
岡本 保之（おかもと やすゆき、1887年（明治20年）10月21日 - 1946年（昭和21年）12月12日）は、日本の陸軍軍人。最終階級は陸軍中将。

## 経歴
京都府出身。1909年（明治42年）5月、陸軍士官学校（21期）を卒業。同年12月、歩兵少尉に任官。
1926年（大正15年）3月、歩兵少佐に進級。1931年（昭和6年）8月、歩兵中佐に昇進し歩兵第57連隊付となる。1936年（昭和11年）8月、歩兵大佐に進み歩兵第13連隊長に発令され日中戦争に出征。保定会戦、石家荘会戦、南京戦、武漢作戦などに参戦した。1939年（昭和14年）3月、陸軍少将に進級し陸軍予備士官学校長に転じた。1940年（昭和15年）8月、第1国境守備隊長となり満州に赴任した。
1942年（昭和17年）4月、陸軍中将に進み留守第51師団長に就任。1943年（昭和18年）2月、第36師団長に親補され中国戦線に出征。1943年（昭和18年）10月、参謀本部付となり帰国。1944年（昭和19年）1月、第10師団長に発令され佳木斯に駐屯。その後、南方に転用されルソン島の戦いに参戦。ルソン島で終戦を迎えた。

## 栄典
勲章
- 1916年（大正5年）5月26日 - 勲六等瑞宝章[5]
- 1926年（大正15年）11月29日 - 勲四等瑞宝章[6]
- 1940年（昭和15年）8月15日 - 紀元二千六百年祝典記念章[7]
- 1944年（昭和19年）3月7日  - 勲一等瑞宝章[8]